# Mark Galeotti
Mark Galeotti (n. 15 octombrie 1965, Regatul Unit) este un expert în științe politice bazat în Londra, care se ocupă de crimă transnațională⁠(d) și afaceri de securitate rusești. Este directorul companiei de consultanță Mayak Intelligence și profesor onorific la Școala UCL de Studii Slavonice și Est-Europene⁠(d). De asemenea, este membru asociat senior la Royal United Services Institute⁠(d) și membru asociat în geopolitică euro-atlantică la Council on Geostrategy.

## Educație, carieră
Născut în Surrey, Anglia,  Galeotti a absolvit Tiffin School⁠(d) din Kingston upon Thames și Robinson College, Cambridge⁠(d), unde a studiat istoria. Apoi a trecut la London School of Economics și și-a terminat doctoratul, sub indrumearea lui Dominic Lieven⁠(d), despre impactul războiului afgan asupra URSS. 
A avut poziții anterioare ca lider de cercetare la Institutul de Relații Internaționale din Praga⁠(d), șef al Centrului pentru Securitate Europeană și profesor de afaceri globale la Centrul pentru Afaceri Globale de la Universitatea din New York. Înainte de aceasta, a lucrat ca profesor de istorie la Universitatea Keele, profesor invitat de securitate publică la Rutgers-Newark și cercetător senior la Foreign and Commonwealth Office. El a mai predat ca profesor invitat la MGIMO (Moscova) și Universitatea Charles din Praga și a fost Jean Monnet Fellow la Institutul Universitar European pentru anul universitar 2018-2019.
Pe 14 iunie 2022, Galeotti se număra printre cele 29 de persoane din Regatul Unit cărora le-a fost interzis de către guvernul rus să călătorească pe teritoriul lor. 

### Jurnalism și alte activități
Galeotti a contribuit cu un articol lunar despre probleme de securitate rusă și post-sovietică pentru Jane's Intelligence Review între 1991 și 2006. De asemenea, scrie pentru publicații ale lui Jane, precum și pentru Oxford Analytica⁠(d), acoperind probleme de securitate din Rusia, criminalitatea transnațională și terorismul. A început să scrie coloana Siloviks & Scoundrels pentru ziarul rus The Moscow News⁠(d) în iulie 2011, până când ziarul a închis în 2014.
Galeotti colaborează cu diverse publicații, inclusiv prin intermediul propriului său blog, "In Moscow's Shadows", precum și prin intermediul altor bloguri, precum Raam op Rusland, EUROPP, oD:Russia, International Policy Digest. El scrie de asemenea pentru The Moscow Times și War on the Rocks și este editor colaborator la Business New Europe.
Galeotti oferă servicii de consultanță pentru agenții guvernamentale, comerciale și de aplicare a legii și este un analist senior pentru Wikistrat⁠(d). El este fondatorul revistei Global Crime și membru al consiliului consultativ internațional al Muzeului Mob⁠(d).
De asemenea, a lucrat la mai multe cărți și fanzine legate de Glorantha⁠(d). și a scris HeroQuest (joc de rol) cu motor independent RPG Mythic Russia.  El este, de asemenea, autorul ghidului de extindere Cyberpunk 2020 RPG din 1991 Eurosource.